# Бондуси

Бондуси (укр. Бондусі) — село, Ракитянский сельский совет, Великобагачанский район, Полтавская область, Украина.
Код КОАТУУ — 5320284703. Население по данным 1987 года составляло 10 человек.
Село ликвидировано в 2009 году.
Село находилось в 1,5 на восток от села Ракита, в 1,5 на юг от села Шпирны. По селу протекал ручей с запрудами.